# 賀克多·馬洛
賀克多·馬洛（法語：Hector Malot，法語發音：[ɛktɔʁ malo]；1830年5月20日—1907年7月17日），又译埃克多·马洛，法國作家，出生於濱海塞納省拉布耶，後來於巴黎工作。賀克多·馬洛最著名的作品是《苦兒流浪記》與《孤女努力記》（En famille）。

## 外部連結
- Hector Malot的作品  - 古騰堡計劃
- 賀克多·馬洛在互联网电影资料库（IMDb）上的資料（英文）